# Biotop am Speicherbecken Geeste
Das Biotop am Speicherbecken Geeste ist ein Naturschutzgebiet in der niedersächsischen Gemeinde Geeste im Landkreis Emsland.

## Allgemeines
Das Naturschutzgebiet mit dem Kennzeichen NSG WE 182 ist 50 Hektar groß. Das Gebiet steht seit dem 7. November 1987 unter Naturschutz. Zuständige untere Naturschutzbehörde ist der Landkreis Emsland.

## Beschreibung
Das Naturschutzgebiet liegt nördlich des Speicherbeckens Geeste zwischen Lingen und Meppen. Im Osten grenzt es an die B 70, im Norden an die Landesstraße 67. Im Süden grenzt das Naturschutzgebiet streckenweise an den Staudamm des Speicherbeckens Geeste.

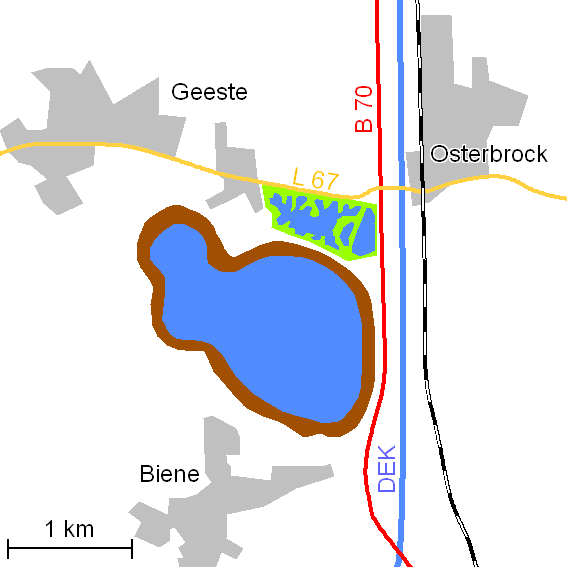
Lage des Biotops am Speicherbecken Geeste (grün)

Das „Biotop am Speicherbecken Geeste“ wurde in den 1980er-Jahren als Ausgleichsmaßnahme für den Bau des Speicherbeckens Geeste angelegt. Im Osten befinden sich Fischteiche, deren Nutzung aufgegeben wurde, an die sich eine Sumpfzone anschließt. Westlich davon wurde ein buchtenreiches Gewässer mit Inseln, Steilufern und Flachwasserzonen angelegt, das von einem Ringgraben umgeben ist. An den Ufern des Sees sind Feuchtwiesen, Erlenbruchwald und Röhrichtzonen sowie teilweise Sand- und Kieszonen angelegt worden.
Im Nordwesten des Naturschutzgebietes befindet sich ein Aussichtspunkt, von dem aus das Naturschutzgebiet eingesehen werden kann.